# Biografielijst Dc

## Dch
- Nasrdin Dchar (1978), Nederlands acteur en presentator